# 第1工兵連隊 (フランス軍)
第1工兵連隊（だいいちこうへいれんたい、1er régiment du génie：1er RG）は、バ＝ラン県イルキルシュ＝グラフェンスタデンに駐屯する、工兵旅団隷下のフランス陸軍の架橋工兵連隊である。2010年に解隊された。
兵種は工兵、伝統的区分も工兵である。

## 沿革
- 1814年：第1工兵連隊が編成される。
- 1914年：第一次世界大戦、西部戦線各地を転戦。
- 1943年：イタリア戦線各地を転戦。
- 1945年：ルーデンドルフ橋争奪戦に参加。

## 最新の部隊編成
- 連隊本部
- 本部管理中隊
- 管理支援中隊
- 第1浮橋車両中隊
- 第2浮橋車両中隊
- 地雷除去中隊
- インフラ運営中隊
- エネルギー供給中隊

### 連隊の任務
連隊は、重架橋資器材を用いて、戦車等の渡河作業を円滑にすること及び応急インフラ整備を行いエネルギー供給することにある。

## 主要装備
- GIAT BM92-G1
- FA-MAS
- AA-52
- 12.7mm重機関銃
- EBG（装甲工兵車）
- MADEZ地雷除去車
- PAAパネル型架橋車
- PFM自走浮橋
- MPG（多目的工兵車、バケットローダー）
- EFA浮橋車
- MAT（車両渡河資材）
- EMAD
- VAB
- VAL
- P4